# Écriture coulée

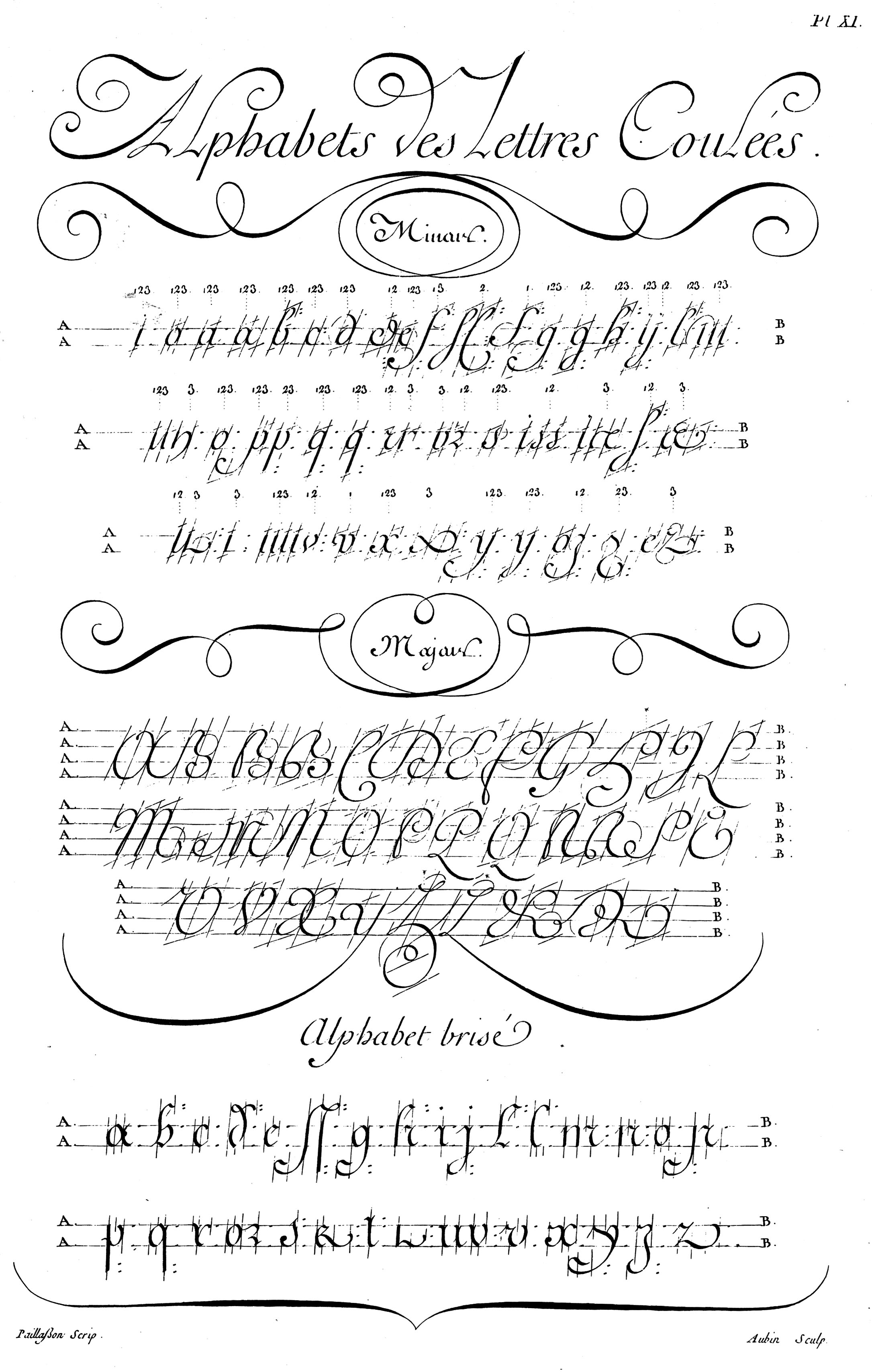
Coulée, planche de l’Encyclopédie, par Charles Paillasson.

La coulée est un type d’écriture manuscrite française, apparue au XVIIe siècle. Elle représente un compromis entre deux écritures précédentes, la financière qui est une forme fluide et inclinée de la ronde, et la bâtarde, qui est également une écriture inclinée. La coulée est une écriture rapide et facile, ce qui satisfaisait pleinement les secrétaires à l’époque de Colbert.

## Caractéristiques
La coulée se trace avec une plume à bec biseauté, qui se tient « plus longue entre les doigts » en comparaison des autres écritures. La hauteur (corps) de la lettre minuscule de base est de sept becs de plume, pour une largeur de cinq becs. Toutes les têtes (parties ascendantes) sont bouclées, ce qui permet de les lier entre elles, et font un corps et un bec de haut, tandis que les queues (parties descendantes) font un corps et demi ou plus si c’est possible. L’angle d’écriture est de 20 degrés, et l’inclinaison de la lettre est de 25 degrés par rapport à la verticale. Comme la ronde, et à la différence de la bâtarde, la coulée comprend des lettres initiales, médianes et finales.
La coulée comprend cinq catégories :
- Grosse coulée. L’interlignage est de quatre corps, ou de six lorsque l’écriture est ornée de passes.
- Moyenne coulée. Elle est d’exécution très rapide, et les mots restent liés entre eux. L’interlignage reste de quatre corps.
- Petite coulée. Plus difficile à maîtriser, elle requiert attention et sobriété. Interligne de cinq corps.
- Coulée financière, utilisée dans les bureaux. Interlignée à trois corps, têtes et queues ne mesurant qu’un corps, les mots sont liés entre eux.
- Coulée minute. Elle peut être « minute posée », réservée aux beaux ouvrages, ou « minute expédiée », plus rapide, bien que toutes soient des écritures rapides. L’interlignage à six corps permet d’allonger les têtes et les queues.